# Copiapoa scopa
Copiapoa scopa là một loài thực vật có hoa trong họ Cactaceae. Loài này được Doweld mô tả khoa học đầu tiên năm 2001 publ. 2002.